# Bonaventura Engelbertz van Oldenzeel
Bonaventura Engelbertz van Oldenzeel (falecido em 1539) foi um prelado católico romano que serviu como bispo auxiliar de Utrecht de 1538 a 1539.

## Biografia
Bonaventura Engelbertz van Oldenzeel foi ordenado sacerdote na Ordem dos Frades Menores. A 30 de outubro de 1538, foi nomeado durante o papado de Paulo III como Bispo Auxiliar de Utrecht e Bispo Titular de Hebron. Sm novembro de 1538, foi consagrado bispo por George van Egmond, bispo de Utrecht. Serviu como Bispo Auxiliar de Utrecht até à sua morte em 1539.